# Ovúlids
Els ovúlids (Ovulidae) són una família de gasteròpodes marins de l'ordre Littorinimoroha. Generalment són paràsits o depredadors. També s'anomenen falsos cauris.

## Hàbitat i ecologia
Els ovúlids són mol·luscs carnívors que s'alimenten de pòlips i teixits d'antozous (tal com fan els gèneres Cyphoma i Pseudocyphoma). Viuen i mengen coralls tous i gorgònies, i generalment són considerats com ectoparàsits d'aquests organismes colonials sèssils, als quals estan ancorats per un peu llarg i estret. Aquesta extrema especialització en el seu règim alimentari ha provocat importants modificacions morfològiques de la seva ràdula.

## Taxonomia
La família conté les següents subfamílies i els següents gèneres:
Subfamília Prionovolvinae Fehse, 2007
- Adamantia Cate, 1973[5]
- Archivolva F. Lorentz, 2009[6]
- Calpurnus Montfort, 1810<[5]
- Carpiscula Cate, 1973[5]
- Crenavolva Cate, 1973[5]
- Cuspivolva Cate, 1973[5]
- Dentiovula Hinds, 1844[5]
- Diminovula Iredale, 1930[5]
- Dentiovula dosruosa camuflada en un corall.Globovula Cate, 1973[5]

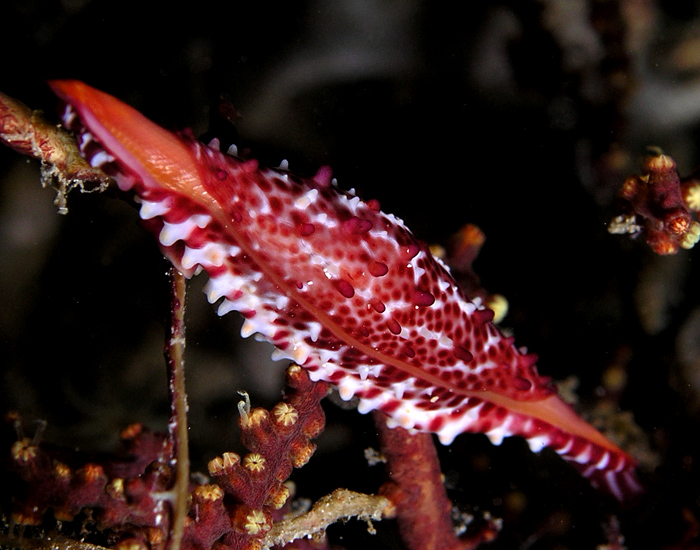
Phenacovolva rosea a Timor Oriental.

- Habuprionovolva Azuma, 1970[5]
- Lacrima Cate, 1973[5]
- Primovula Thiele, 1925[5]
- Prionovolva Iredale, 1930[5]

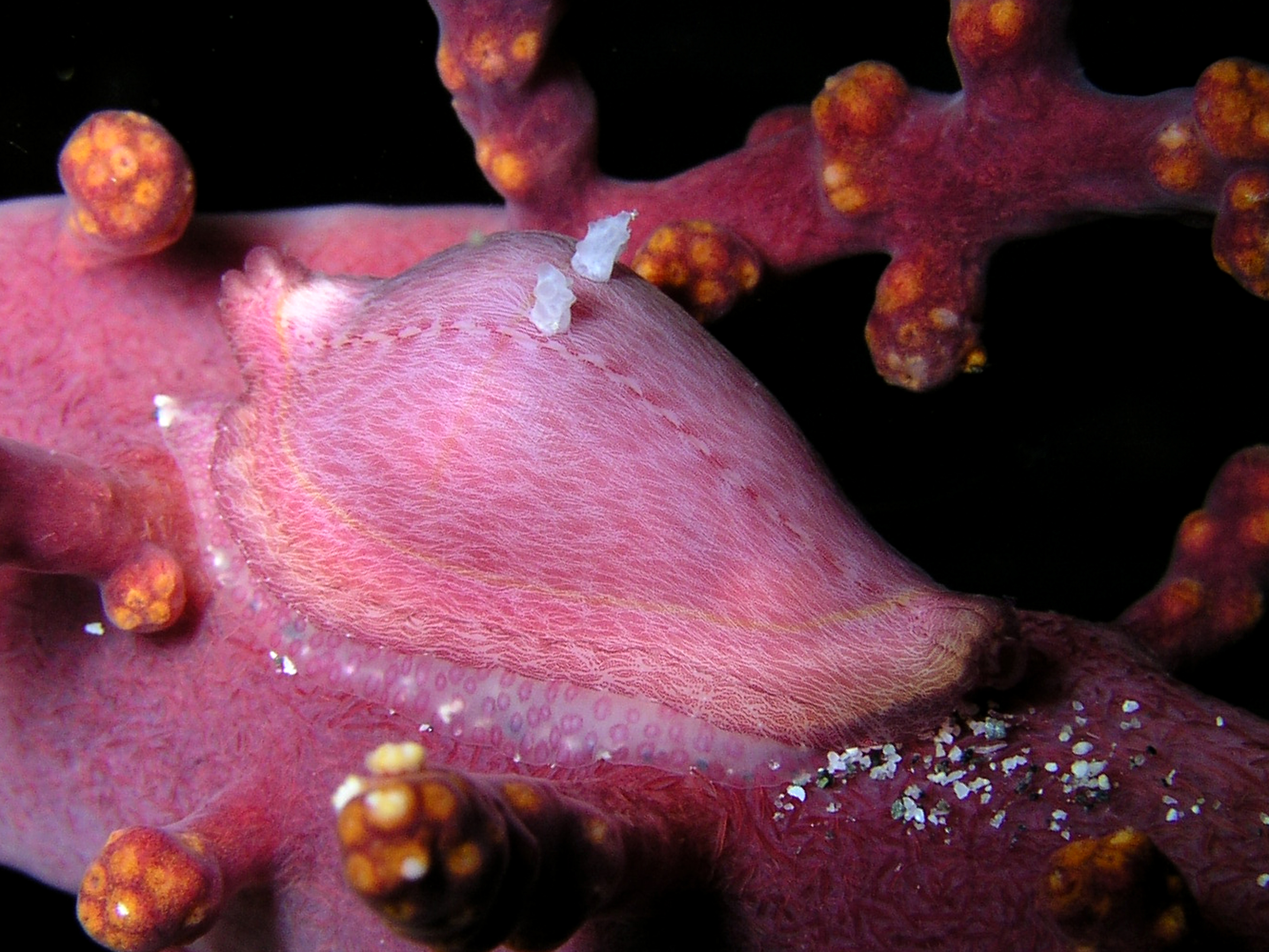
Dentiovula dosruosa camuflada en un corall.

- Procalpurnus Thiele, 1939[5]Phenacovolva rosea a Timor Oriental.
- Prosimnia Schilder, 1925[5]
- Pseudosimnia Schilder, 1925[5]
- Rotaovula Cate & Azuma in Cate, 1973[5]
- Sandalia Cate, 1973[5]
- Serratovolva Cate, 1973[5]
- Stohleroma Cate, 1973[5]
- Testudovolva Cate, 1973[5]

Subfamília Simniinae Schilder, 1925
- Cymbovula Cate, 1973[5]
- Cyphoma Röding, 1798[5]
- Dissona Cate, 1973[5]
- Neosimnia Fischer, 1884[5] - synonym: Spiculata Cate, 1973
- Pseudocyphoma Cate, 1973[5]
- Simnia Risso, 1826[5]
- Simnialena Cate, 1973[5]

Subfamília Ovulinae Fleming, 1828
- Calcarovula Cate, 1973[5]
- Kurodavolva Azuma, 1987[5]
- Ovula Bruguière, 1789[5]
- Pellasimnia Iredale, 1931[5]
- Phenacovolva Iredale, 1930[5]
- Takasagovolva Azuma, 1974[5]
- Volva Röding, 1798[5]
- Xandarovula Cate, 1973[5]

Subfamília Aclyvolvinae
- Aclyvolva Cate, 1973[5]
- Hiatavolva Cate, 1973[5]
- Kuroshiovolva Azuma & Cate, 1971[5]

Sense subfamília assignada
- Aperiovula Cate, 1973
- Delonovolva Cate, 1973
- Subsimnia